# Holzfaserdämmplatte
Holzfaserdämmplatten, gelegentlich auch Holzweichfaserplatten oder Weichholzfaserplatten genannt, sind eine Art von Faserplatten, nämlich aus Holzfasern hergestellte Plattendämmstoffe, die meist zur Wärmedämmung der Außenhüllflächen eines Gebäudes eingesetzt werden. Teilweise werden sie auch im Trockenbau für die Konstruktion innerer Gebäudeteile (Wand, Boden) eingesetzt. Sie gehören zu den ältesten industriell hergestellten Naturdämmstoffen und wurden so bereits in der ersten Hälfte des 20. Jahrhunderts hergestellt.
Nicht zu verwechseln sind sie mit den Holzwolle-Leichtbauplatten.

## Herstellungsverfahren
Holzfaserdämmplatten bestehen in der Regel zu mindestens 85 % aus Holzfasern, die im Nass- oder Trockenverfahren aus Sägeresten (Schwarte, Spreißel) und Hackschnitzeln gewonnen werden. Als Ausgangsmaterial werden Nadelhölzer wegen ihrer höheren Faserqualität bevorzugt.
Im Nassverfahren kann der Faseranteil bis zu 100 % betragen, da auf Bindemittel gänzlich verzichtet werden kann.

### Nassverfahren
Beim Nassverfahren werden die Rohstoffe erst zermahlen und anschließend mit bis zu 98 % Wasser zu einem Brei verrührt. Dieser Brei wird nach der Zwischenlagerung in Bütten auf der Formmaschine zum sogenannten Faserkuchen geformt. Nachdem das Wasser dann mechanisch weitgehend ausgepresst wurde, werden die Faserkuchen zurechtgeschnitten und in einem Trockenkanal bei Temperaturen zwischen 160 und 220 °C getrocknet. Der Zusatz von Bindemitteln ist in der Regel nicht erforderlich, da der durch Erhitzen flüssige Ligninanteil des Holzes die Partikel beim Abkühlen zusammenbindet. Für besondere Zwecke (erhöhte Festigkeit, wasserabweisende Eigenschaften) werden dem Brei gegebenenfalls harz- oder bitumenhaltige Stoffe zugesetzt. Im Anschluss werden die Platten geschnitten, gestapelt und verpackt, für dickere Platten werden sie schichtverklebt. Bei guten Produktionsbedingungen fließen alle anfallenden Stäube bzw. Plattenreste wieder in den Fertigungskreislauf.

### Trockenverfahren
Beim Trockenverfahren werden die Fasern direkt nach dem Aufschluss getrocknet und dann mit rund 4 % PUR-Harz vermischt. Um flexible Dämmplatten herzustellen, werden den Holzfasern zudem synthetische Textilfasern oder Fasern aus Maisstärke zugesetzt. Anschließend werden sie in der gewünschten Dicke aufgestreut, verpresst, durch ein Gemisch aus Dampf und Luft gehärtet und die Platten dann geschnitten, gestapelt und verpackt.

## Technische Eigenschaften
Holzfaserdämmplatten (HDP) weisen einen WLG-Wert von bis zu 040 auf und sind damit in der Dämmleistung vergleichbar mit Zellulose, Hanffaser, Schafwolle, Steinwolle. Polystyrol gibt es in WLG 040, 035 und 032. Mineralischen Dämmstoffen deutlich überlegen sind HDP bezüglich der spezifischen Wärmekapazität; diese liegt mit 2100 J/(kg·K) deutlich über der mineralischer Dämmstoffe und ermöglicht damit einen guten sommerlichen Wärmeschutz.
Holzfaserdämmplatten werden in die Baustoffklasse B2 bzw. E eingestuft, sind also normal entflammbar. Holzfaserdämmstoffe können sehr viel Feuchtigkeit aufnehmen und verlieren ihre dämmenden Eigenschaften erst bei einem Wasseranteil von mehr als 20 Gewichtsprozent.
In der Schalldämmung erzielen sie Schalldämmmaße bis zu Rw,P = 56 dB bei Außenwänden, bis zu Rw,P = 62 dB bei leichten Raumtrennwänden, bei Holzbalkendecken sogar bis Rw,P = 79 dB. Bei Trittschalldämmungen werden Normpegel bis zu Ln,w,P = 34 dB erreicht.

## Einsatzbereiche

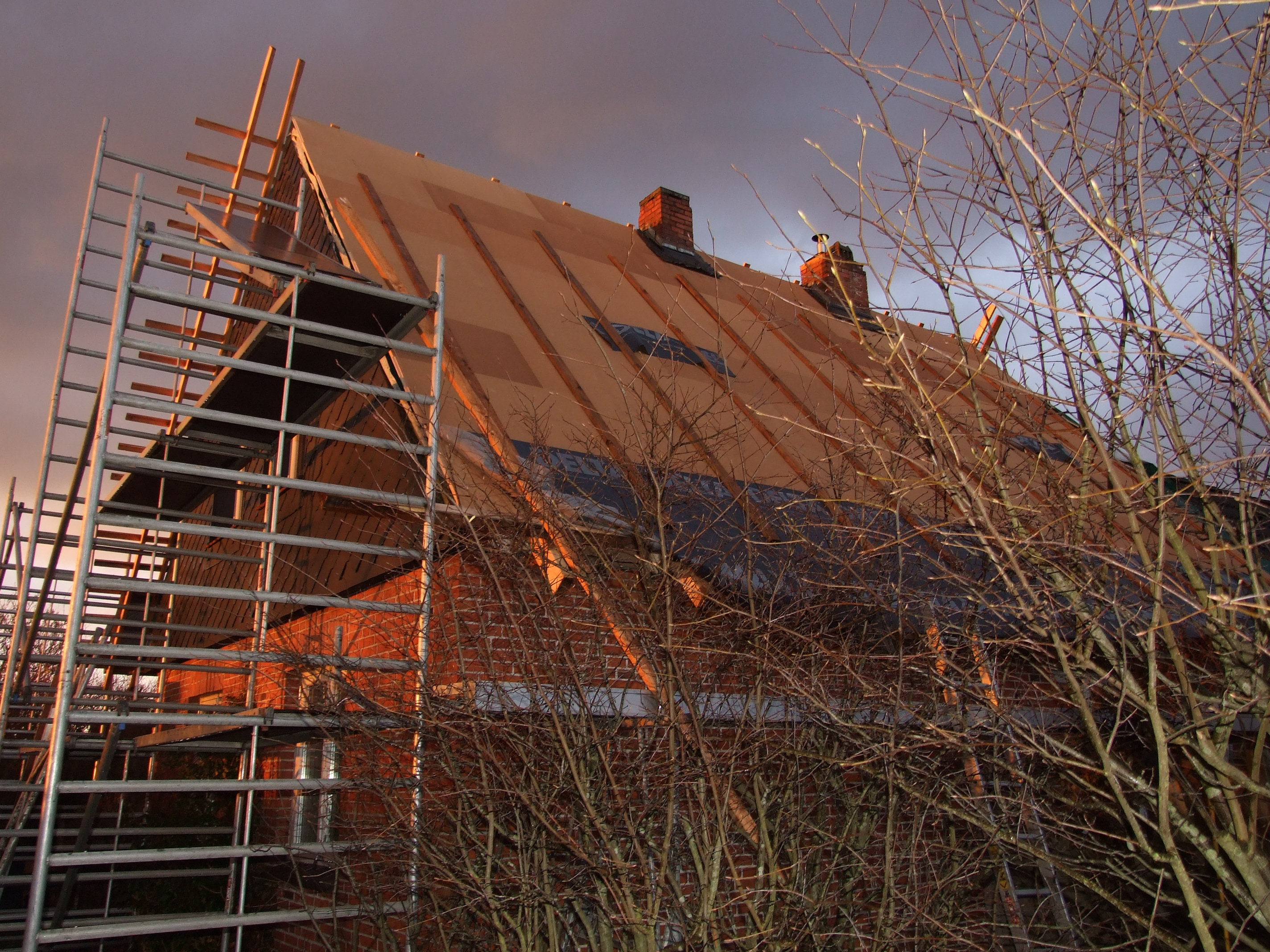
Nachträgliche Wärmedämmung eines Hausdachs mit Holzfaserdämmplatten in Kombination mit Zellulose-Einblasdämmung

Holzfaserdämmplatten eignen sich für sämtliche Anwendungen, in denen keine dauerhaft erhöhte Durchfeuchtung zu erwarten ist. Einen besonders hohen Marktanteil haben sie in der Dachdämmung sowie der Innendämmung, da sie hier wirtschaftliche und bauphysikalische Vorteile bieten.
Eingesetzt werden sie aber auch zur Außenwand-, Decken- und Fußbodendämmung sowie in Hohlräumen (Zwischensparren, Trennwand, Balkenlagen). Spezielle, weiche Holzfaserdämmplatten eignen sich auch zur Luftschall- und Trittschalldämmung selbst bei erhöhten Anforderungen (Wohnungstrenndecken).

## Verarbeitung
Bei Verwendung im Außenbereich kann es zur Auffeuchtung etwa durch Schlagregen oder hohe Luftfeuchte kommen. Ebenso bei unsachgemäßer Lagerung der Platten. Es wird empfohlen, die Platten nur zu verputzen, wenn der Feuchtegehalt unterhalb von 13 % liegt, um eine Rissbildung durch Schwindung sowie Verfärbungen aufgrund des Durchschlagens von Holzinhaltsstoffen zu vermeiden. Wenn kein Messgerät zur Verfügung steht, kann ein Bereich von etwa 70 × 70 cm mit einer Folie abgeklebt werden, um festzustellen, ob sich innerhalb von 24 Stunden Kondensat an der Innenseite der Folie gebildet hat. In diesem Fall sind die Platten zu feucht. Zusätzlich empfehlen Hersteller von Dünn-Putzsysteme gegebenenfalls den Auftrag eines Voranstrichs („Primer“) als Grundierung mit dem Zwecke einer Aufbrennsperre, Haftbrücke oder eines Sperrgrunds.
Das Verkleben der Platten erfolgt typischerweise mit einem feinen Lehmputz (z. B. Lehmoberputz oder Lehmkleber). Die Verwendung eines reinen Kalkputzes ist in der Regel wegen der Gefahr des Aufbrennens nicht zu empfehlen, sofern es sich nicht um wenig saugfähige Oberflächen oder eine neu errichtete Wand handelt, deren Mauerwerksfeuchte ohnehin noch sehr hoch ist. Anstelle eines Lehmmörtels kann ein handelsüblicher Klebe- und Armierungsmörtel verwendet werden, der jedoch je nach Kunstharzanteil und Schichtdicke die Wasserdampfdurchlässigkeit und Kapillarität deutlich einschränken kann.
Vor dem Auftrag weiterer Schichten auf die Dämmplatten wird in verschiedenen Fällen eine Beschichtung mit Klebe- bzw. Armierungsputz und -gewebe empfohlen: 
- Flächen im Außenbereich, bei denen Feuchte- und Wärmedehnung durch Schlagregen und Sonneneinstrahlung zu erwarten ist. Bei regelmäßiger Feuchtebelastung sind Lehmklebemörtel nicht geeignet.
- Wenn wie bei den üblichen Wärmedämmverbundsystemen statt Grund- und Oberputz lediglich eine dünne Edelputzschicht aufgetragen wird, erhöht die Armierungschicht die Risssicherheit und die Festigkeit des Systems gegen Schlagbeanspruchung.
- Beim Einbau einer Wandheizung oder bei Verwendung von wenig elastischen, zur Schalenbildung neigenden hochhydraulischen Putzen (z. B. Putz mit mehr als nur geringfügigem Zementanteil) verbessert der Auftrag eines Klebemörtels den Verbund zur Dämmplatte.
- Bei Innendämmungen in Räumen mit erhöhter Feuchtebelastung wie Bädern und Küchen kann der Auftrag eines Mörtels mit erhöhtem Kunstharzanteil die Akkumulation von Feuchtigkeit in den Dämmplatten verhindern. Klebemörtel, Armierungskleber, Dünschicht- und Edelputze sowie andere Werktrockenmörtel, die zum Auftrag in Schichtdicken von weniger als etwa 7 mm gedacht sind (und nicht eindeutig als „Reinkalk“-Produkt deklariert sind), haben in der Regel einen Dampfdiffusionswiderstand μ von wenigstens 25. Dies gilt nicht für Lehmklebemörtel.

Das Gewebe soll nicht unmittelbar auf dem Dämmstoff aufliegen. Meist ist vorgesehen, dass es sich in der oberen Hälfte oder im oberen Drittel der Kleberschicht befindet. Zum Verschlichten einer unebenen Dämmstoffschicht, zur Erhöhung der Festigkeit oder wenn ein Durchschlagen von färbenden Holzinhaltsstoffen befürchtet wird, wird ein zweischichtiger Auftrag empfohlen, Z. B. indem zunächst eine 3 mm starke Schicht („Grundspachtelung“) aufgezogen wird und nach Aushärtung ein erneuter Auftrag mit 5 mm Schichtdicke folgt, in welchen das Armierungsgewebe eingestrichen wird. Teilweise wird nach Einbringung des Gewebes ein dünnes Überspachteln feucht-in-feucht mit etwa 1 mm Schichtstärke empfohlen. Die Maschenweite des Gewebes beträgt gewöhnlich 4 × 4 bis 8 × 8 mm.
Pro Millimeter Auftragsdicke wird eine Standzeit von wenigstens einem Tag empfohlen, bevor die nächste Schicht aufgetragen wird. Jede Zwischenschicht ist nach dem Auftragen aufzurauhen, etwa durch Verstrich mit einer harten Bürste, Straßenbesen, Stahlbürste oder Zahnspachtel.
Zur Begrenzung des Feuchteeintrags in die Dämmplatten aus der Raumluft empfiehlt der Hersteller Gutex generell einen sd-Wert der Oberflächenbeschichtungen von insgesamt 0,2 bis 0,5 m.
Der höhere Wert ist in Räumen mit erhöhter Luftfeuchte zu wählen.

## Markt
Holzfaserdämmplatten werden seit den 1930er Jahren hergestellt und zählen damit zu den ältesten industriell hergestellten Naturdämmstoffen. Einer der ersten großen Hersteller in Deutschland waren die Kartonpapierfabriken Groß Särchen. Derzeit weisen Holzfaserdämmplatten am gesamten Dämmstoffmarkt einen Anteil von etwas über 1 % auf. Im Marktsegment der Dämmstoffe aus nachwachsenden Rohstoffen haben sie einen Marktanteil von 28 % und sind damit neben Zellulose mit einem Marktanteil von 32 % der dominante Naturdämmstoff.
Bekannte Markennamen und Hersteller sind Thermoroom von Gutex, Pavadentro von Pavatex, Internal von Steico, Unger-Diffutherm, DHD-Doser, Agepan THD install von Sonae Arauco (ehemals Glunz).

## Normen
- EN 13171 Wärmedämmstoffe für Gebäude – Werkmäßig hergestellte Produkte aus Holzfasern (WF) – Spezifikation.